# Список війн III століття
|  | Службовий список статей, створений для координації робіт з розвитку теми. Це попередження не встановлюється на інформаційні списки і глосарії. |

## 210—219
- 216—220 — Парфянська війна Каракалли

## 220—229
- 220—280 — Період Саньго

## 290—299
- 291—306 — Війна Вісьмох принців в Китаї